# CSB 6001
Tàu Cảnh sát biển 6001 (CSB 6001) là tàu tuần tra cỡ trung lớp Teshio của Cảnh sát biển Việt Nam. Thuộc biên chế của Vùng 2 Cảnh sát biển Việt Nam. Đây là chiếc tàu đầu tiên trong số 3 tàu đã qua sử dụng mà Chính phủ Nhật Bản tuyên bố viện trợ không hoàn lại phí dự án cho Việt Nam. Tàu có nhiệm vụ tuần tra, kiểm soát, chống nạn buôn lậu, bảo vệ môi trường biển, giữ gìn an ninh, an toàn hàng hải và cứu hộ cứu nạn.
Ngày 5 tháng 2 năm 2015 tại Đà Nẵng, Vùng 2 Cảnh sát biển Việt Nam đã tổ chức lễ tiếp nhận tàu CSB 6001.

## Thiết kế
Tàu có chiều dài 56,7 m; chiều rộng 8,8 m; lượng giãn nước đầy tải 725 tấn; tốc độ 12,5 hải lý/giờ. Có đi kèm trang thiết bị cũng như phao cứu sinh.